# موجر (النادرة)

تعديل مصدري - تعديل

موجر هي إحدى قرى عزلة حدة بمديرية النادرة التابعة لمحافظة إب، بلغ تعداد سكانها 150 نسمة حسب تعداد اليمن لعام 2004.